# Luc Foisneau
Luc Foisneau, né à Blois le 30 mars 1963, est un philosophe français, spécialiste de la pensée politique moderne et contemporaine. Directeur de recherche au CNRS, il est membre du Centre d’études sociologiques et politiques Raymond Aron (UMR 8036/CNRS – EHESS) et enseigne à l’École des hautes études en sciences sociales.

## Biographie
Ancien élève de l'École normale supérieure de Fontenay-aux-Roses (promotion 1983) , il est diplômé d'une maitrise de philosophie (1985) et d'une maitrise d'histoire de la philosophie (1987) de  l'Université Panthéon-Sorbonne. Il obtient l'agrégation de philosophie en 1986. Son doctorat en philosophie, amorcé à l'Université de Tours,  est finalement défendu en 1996 à l'Université Panthéon-Sorbonne. 
Foisneau est ATER à l'Université de Tours entre 1991 et 1992 . Il est ensuite membre du Centre de philosophie politique et juridique de l’université de Caen (1993-1995), puis du Centre d’histoire de la philosophie moderne (1995-2003), avant de devenir visiting research associate à l’université d'Oxford (2003-2006), où il poursuivit des recherches au sein du Department of politics and international relations. Il a également été chargé de recherche au CNRS à la Maison française d'Oxford entre 2003 et 2006.  Il a  été maître de conférences à Sciences Po Paris entre 1996 et 2003.
Il a fait partie du Comité national de la recherche scientifique (section 35) et du jury senior de l’IUF.

## Thématiques de recherche
Il a consacré sa thèse de doctorat à un aspect peu étudié de la théorie du pouvoir selon Hobbes, sa conception de la toute-puissance, soulignant tout à la fois l’importance de la notion de puissance absolue de Dieu chez un philosophe réputé athée et le lien entre cette notion et les principaux concepts de la philosophie morale et politique de l’auteur du Léviathan. En 2001, il a obtenu pour la publication issue de cette thèse le Grand prix de l’association des professeurs et maîtres de conférence de Sciences Po Paris. Il est aujourd’hui l’un des spécialistes reconnus de l’œuvre de Hobbes, qu’il a traduite en français et commentée.
Après avoir consacré une quinzaine d’années à étudier les relations entre deux aspects fondamentaux de la pensée politique moderne, la théorie de la souveraineté et la théorie du gouvernement, il s’est intéressé à la manière dont les théories modernes du contrat ont été reprises et transformées dans le cadre de la théorie de la justice initiée par John Rawls. Sa réflexion actuelle porte sur la manière dont l’idée de justification a transformé en profondeur la pensée démocratique contemporaine.
Il a dirigé, entre 2001 et 2014, un travail encyclopédique sur les philosophes français du XVIIe siècle et sur leurs réseaux, auquel ont participé 167 rédacteurs : une première version, en langue anglaise, est parue en 2008 – The Dictionary of Seventeenth-Century French Philosophers ; une version actualisée et augmentée, en français, est parue en 2014 – Dictionnaire des philosophes français du XVIIe siècle : acteurs et réseaux du savoir.

## Publications

### Livres
- Hobbes et la toute-puissance de Dieu, Paris, Presses universitaires de France, 2000, 422 pages  (ISBN 2-13-050956-8).
- Governo e Soberiana : O pensamento politico moderno de Maquiavel a Rousseau, Porto Alegre, Linus Editores, 2009, 200 pages  (ISBN 978-85-60063-08-6).
- Hobbes. La vie inquiète, Paris, Gallimard, 2016, 624 pages  (ISBN 9782070467884)[8].

### Direction d’ouvrages
- Politique, droit et théologie chez Bodin, Grotius et Hobbes, Paris, Kimé, 1997, 314 pages  (ISBN 2-84174-096-X).
- La découverte du principe de raison. Descartes, Hobbes, Spinoza, Leibniz, Paris, Presses universitaires de France, 2001, 204 pages.
- L’ efficacia della volontà nel XVI e XVII secolo, avec P. F. Adorno, Rome, Edizioni di storia e letteratura, 2002, 208 pages  (ISBN 88-8498-060-7).
- Leviathan After 350 Years, avec T. Sorell, Oxford, Clarendon Press, 2004, 314 pages  (ISBN 0-19-926461-9).
- New critical perspectives on Leviathan upon the 350th anniversary of its publication/ Nuove prospettive critiche sul Leviatano di Hobbes nel 350° anniversario di pubblicazione, avec G. Wright, Milan, Franco Angeli, 2004, 374 pages  (ISBN 88-464-5561-4).
- Kant et Hobbes. De la violence à la politique, avec D. Thouard, Paris, Vrin, 2005, 252 pages  (ISBN 2-7116-1736-X).
- Dictionary of Seventeenth-Century French Philosophers, New York/London, Thoemmes Continuum, 2008, 2 vol., 1314 pages  (ISBN 978-0-82641-861-6).
- Spheres of Global Justice : Volume 1. Global Challenges to Liberal Democracy. Political Participation, Minorities and Migrations, avec J.-Ch. Merle, Ch. Hiebaum et J. C. Velasco, Dordrecht, Springer, 2013, 450 pages  (ISBN 978-94-007-5997-8).
- Dictionnaire des philosophes français du XVIIe siècle. Acteurs et réseaux du savoir, avec la coll. d’E. Dutartre-Michaut et Ch. Bachelier, Paris, Les Classiques Garnier, 2014, 2 vol., 2300 pages  (ISBN 978-2-8124-1721-4).

### Traductions
- Thomas Hobbes, Les Questions concernant la liberté, la nécessité et le hasard, Introduction, notes, glossaires et index par L. Foisneau ; traduction par L. Foisneau et Fl. Perronin, Paris, Vrin, 1999, 456 pages  (ISBN 2-7116-2124-3).
- John Rawls, Justice et critique, Préface et traduction par L. Foisneau et V. Munoz-Dardé, Paris, Éditions de l’EHESS, 2014, 90 pages  (ISBN 978-2-7132-2411-9)[9].

### Chapitres d’ouvrage et articles
- « La violence dans la République. À propos du Commonwealth by acquisition selon Hobbes », Cercles, 2004/11, p. 5-14[10].
- « Leviathan’s Theory of Justice », in L. Foisneau et T. Sorell (éd.), Leviathan After 350 Years, Oxford, Clarendon Press, 2004, p. 105-122.
- « Beyond the Air-pump : Hobbes, Boyle and the Omnipotence of God », in L. Foisneau, G. Wright (éd.), New critical perspectives on Leviathan upon the 350th anniversary of its publication, Milano, Franco Angeli, 2004, p. 33-49.
- « Omnipotence, Necessity and Sovereignty : Hobbes and the Absolute and Ordinary Powers of God and King », in P. Springborg (éd.), The Cambridge Companion to Hobbes’s Leviathan, Cambridge, Cambridge University Press, 2007, p. 271-290.
- « Personal Identity and Human Mortality : Hobbes, Locke, Leibniz », in S. Hutton, P. Schuurman (éd.), Studies on Locke : Sources, Contemporaries, and Legacy, Dordrecht, Springer, 2008, p. 89-105.
- « Sovereignty and Reason of state : Bodin, Botero, Richelieu and Hobbes », in H. A. Lloyd (éd.), The Reception of Bodin, Dordrecht, Brill, Leiden/Boston, 2013, p. 323-342.
- « What is “political” about minority rights ? », in J.-Ch. Merle, L. Foisneau, Ch. Hiebaum, J. C. Velasco (éd.), Spheres of Global Justice : Volume 1. Global Challenges to Liberal Democracy. Political Participation, Minorities and Migrations, Dordrecht, Springer, 2013, p. 143-154.

### Livres pour enfants
- Pourquoi aimes-tu tes amis ?, dessins d’A. Parlange, Paris, Gallimard-Jeunesse, coll. Giboulées/Chouette penser !, 2012, 80 pages.